# 印刷情報メディア産業労働組合連合会
印刷情報メディア産業労働組合連合会（いんさつじょうほうメディアさんぎょうろうどうくみあいれんごうかい、略称：印刷労連（いんさつろうれん）、英語：Federation of Printing Information Media Workers Union、略称：PIMW）は、日本の産業別労働組合である。日本労働組合総連合会（連合）、ユニ・グローバル・ユニオン（UNI）に加盟している。

## 概要
連合が結成された1989年（平成元年）に発足した印刷産業における労働組合組織である。

## 加盟組合
- 凸版印刷労働組合
- コクヨ労働組合
- 共同印刷労働組合
- トッパン・フォームズフレンドシップユニオン
- 図書印刷労働組合
- 野崎印刷紙業労働組合
- リーブルテック労働組合
- トッパン・フォームズフレンドシップユニオン関西
- 古林紙工労働組合
- 高桑美術印刷労働組合
- ダイオーミウラ労働組合
- トッパン・フォームズフレンドシップユニオン西日本
- 天理時報社労働組合
- ヨシダ印刷労働組合
- 大平印刷労働組合
- 名鉄局印刷労働組合
- 光陽社労働組合
- 大和印刷労働組合
- 信教印刷労働組合
- 新日本印刷労働組合
- カシヨ労働組合
- 共生印刷労働組合
- 光陽化学工業労働組合
- 三和印刷労働組合
- 田口印刷労働組合
- 南海印刷労働組合
- タイキユニオン
- 中央印刷労働組合
- ブックローン労働組合
- 橋本確文堂印刷労働組合